# Fetální erytroblastóza
Fetální erytroblastóza neboli hemolytická nemoc novorozenců je nitroděložní poškození plodu mateřskými protilátkami. Nejčastěji je způsobena inkompatibilitou Rh-systému. Jedná se tedy o situaci, kdy Rh-negativní matka má s Rh+pozitivním partnerem Rh+pozitivní dítě. Za normálních okolností nedochází k mísení krve matky a plodu. K průniku krve plodu do oběhu matky dochází při porodu, potratu, předčasném odlučování placenty a dalších situacích. Jakmile se matčin organismus setká s Rh+ erytrocyty plodu, vytvoří si protilátky, které pak snadno pronikají přes placentu do oběhu plodu a způsobují hemolýzu, která se projeví jako novorozenecká žloutenka.
Fetální erytroblastóza může být vzácně způsobena také inkompatibilitou v AB0 systému.